# Folge (Klingenberg)
Folge ist ein Ortsteil von Colmnitz (Gemeinde Klingenberg) im Landkreis Sächsische Schweiz-Osterzgebirge.

## Geschichte
Die Häuslerzeile gehörte 1791 bis 1856 zum Kreisamt Freiberg und war Ortsteil von Niedercolmnitz. Die Grundherrschaft übte das Rittergut Pretzschendorf aus. Neben Folge war auch die Schreibweise Vulge üblich. Im Jahr 1875 wurde Folge Teil der Amtshauptmannschaft Freiberg; damals lebten 47 Menschen im Ort. Etwa 1900 wurde Folge Ortsteil von Colmnitz. 1952 kam Folge zum neugebildeten Kreis Freital (ab 1990 Landkreis), der 1994 in den Weißeritzkreis überging. Durch die Eingemeindung von Colmnitz nach Pretzschendorf 1999 wurde Folge Ortsteil Pretzschendorfs. Im Jahr 2008 fusionierten der Weißeritzkreis und der angrenzende Landkreis Sächsische Schweiz zum Landkreis Sächsische Schweiz-Osterzgebirge; Pretzschendorf und Folge gehörten seitdem zu ihm, seit dem 31. Dezember 2012 auch zur neuen Gemeinde Klingenberg.